# Gundan Anivaritachari
श्री Gundan Anivaritachari fue el arquitecto jefe del templo Virupaksha , el más famoso y pieza central del patrimonio mundial del complejo de templos en  Pattadakal, que es Patrimonio de la humanidad de la India. De acuerdo con las inscripciones recibió los títulos de  "Anikapuravastu Pitamaha" y "Tenkanadesiya Sutradhari".
El templo fue construido bajo las órdenes de Lokamahadevi, la reina mayor de Vikramaditya II para conmemorar su victoria sobre los pallavas. Tiene muchas características similares a las del templo Kailasanatha de Kanchi.
El templo Virupaksha es el más conocido del conjunto, construido por la reina Lokamahadevi (Trilokyamahadevi) en 745 para conmemorar la victoria de su marido (Vikramaditya II) sobre la Pallavas de Kanchi. El templo se asemeja mucho al templo Kailashnatha en Kanchi que sirvió como modelo para este templo. El templo Virupakhsa a su vez sirvió de inspiración para la Kailashnatha (Templo Kailash ), templo construido por la dinastía Rashtrakuta (Durante 757-783 d. C. por Krishna I) en Ellora. El templo Virupaksha es rico en esculturas de la mitología hindú, como las de lingodbhava, Nataraja, Ravananugraha y Ugranarasimha.  Virupaksha es el templo más antiguo está fechado con el sukanasika, siendo seguido de cerca por el templo Mallikarjuna.

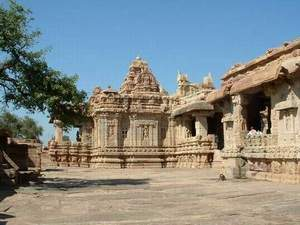
Templo de Virupaksha en  Pattadakal
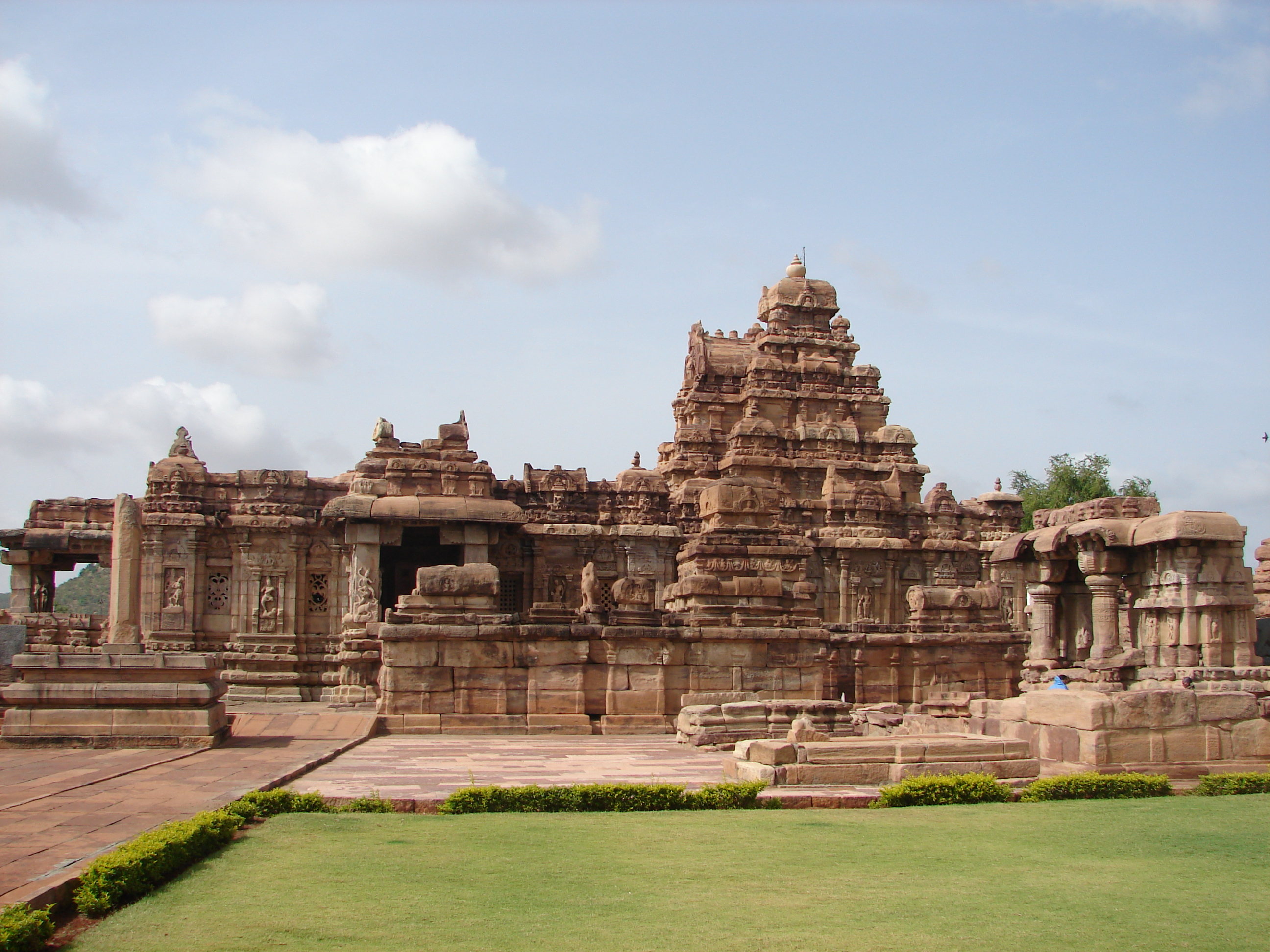
Vista general del templo
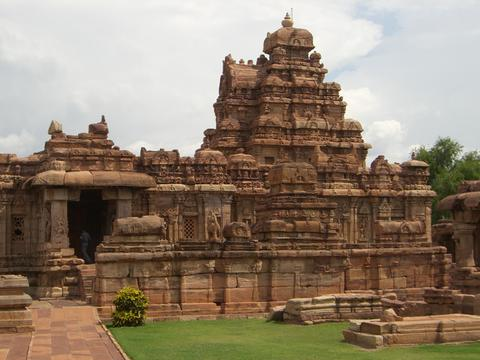